# Tougué (prefektura)
Tougué – prefektura w północnej części Gwinei, w regionie Labé. Zajmuje powierzchnię 3825 km². W 1996 roku liczyła ok. 115 tys. mieszkańców. Siedzibą administracyjną prefektury jest miejscowość Tougué.